# Benton Sans

Benton Sans

Benton Sans ist eine Schriftart, die von Tobias Frere-Jones im Jahre 1995 entworfen worden ist. Weitere Schnitte wurden von Cyrus Highsmith erstellt. Die Schrift wurde benannt nach Morris Fuller Benton und maßgeblich beeinflusst durch die Schrift News Gothic. Die Schriftart wird u. a. als Hausschrift von frog design, The Walt Disney Company, SAP und der Partei die Bündnis 90/Die Grünen verwendet.

## Klassifikation der Schrift
- Nach DIN 16518 kategorisiert man die Benton Sans in der Gruppe VI (Serifenlose Linearantiqua).
- Hans Peter Willberg würde sie innerhalb der Gruppe VI einer eigenen Untergruppe (Gruppe VIc) als amerikanische[1] Grotesk einordnen. Sie ähnelt in ihrem Buchstaben- und Schriftduktus zwar der Gruppe VIa, die Buchstabenproportionen dieser beiden Untergruppen unterscheiden sich aber voneinander. So hat die »amerikanische Grotesk« höhere n-Höhen im proportionalen Vergleich zur Versalhöhe und z. B. auch ein geschlossenes, gemeines ›g‹.

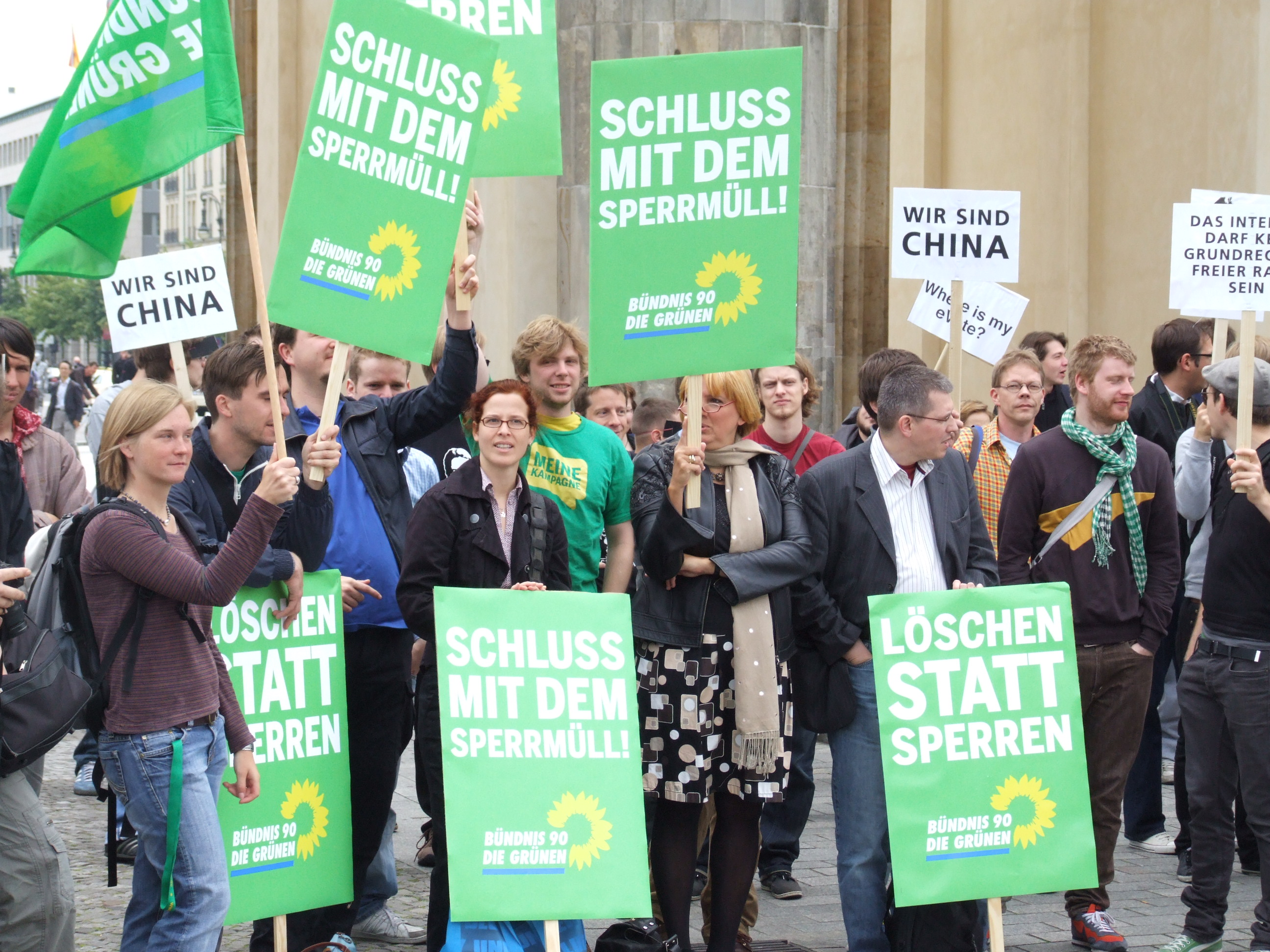
Plakate von Bündnis 90/Die Grünen gesetzt in Benton Sans. Bei der Aktion der Partei handelte es sich um ein Mahnwache vor dem Brandenburger Tor gegen das Internet-Sperrgesetz, Juni 2009.
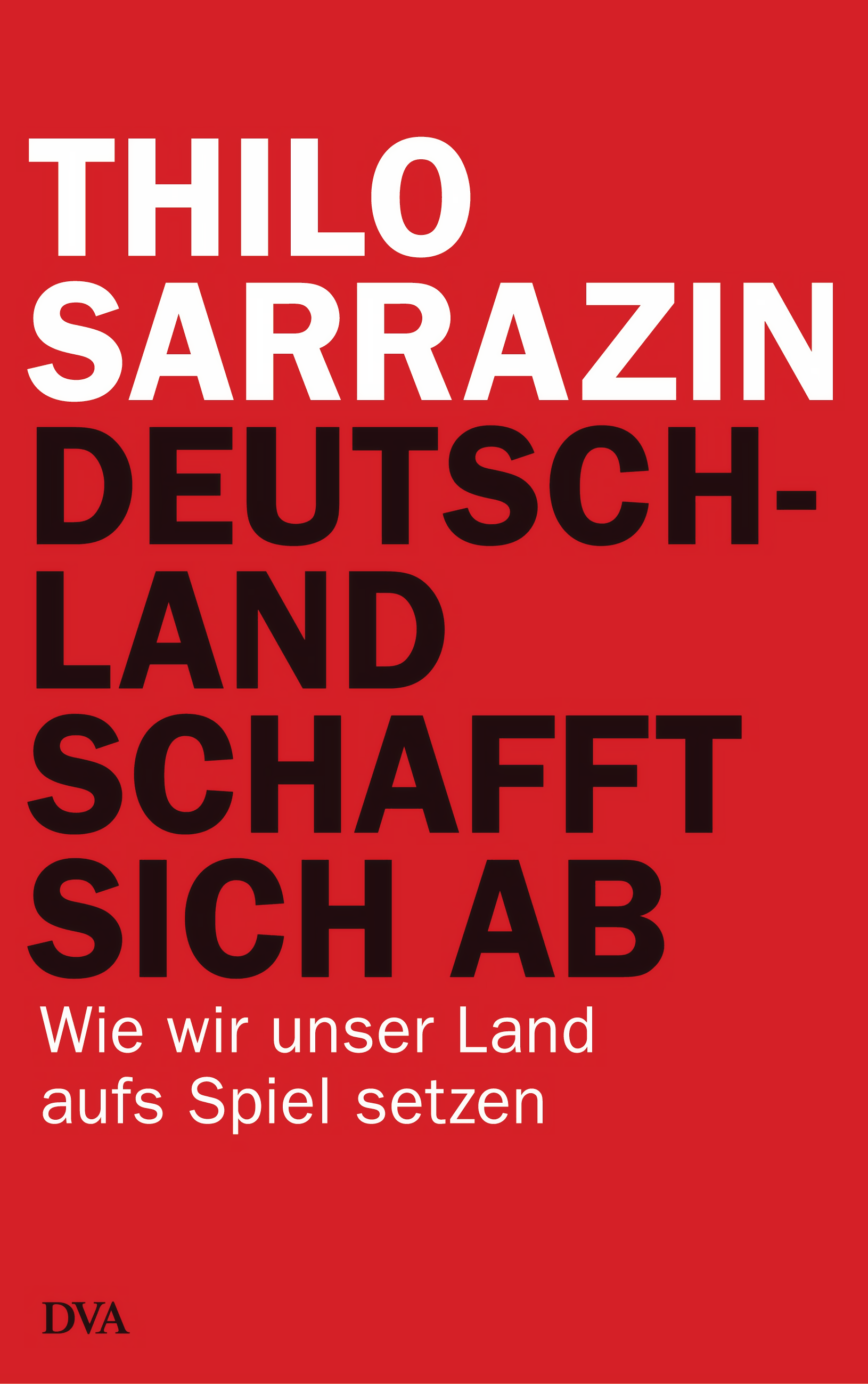
Umschlag der Erstausgabe von Deutschland schafft sich ab gesetzt in der Benton Sans